# Сяо Чжаовень
Сяо Чжаовень (кит. трад.: 蕭昭文; піньїнь: Xiao Zhaowen; 480–494) — четвертий імператор Південної Ці з Південних династій.

## Життєпис
Був онуком Сяо Цзе і двоюрідним братом свого попередника Сяо Чжаоє. 494 року Сяо Луань влаштував змову, повалив і вбив Сяо Чжаоє, посадивши на престол його Сяо Чжаовеня. Втім останній залишався при владі дуже недовго. Той же Сяо Луань повалив і його та сам зайняв трон.

## Девіз правління
- Яньсін (延興) 494